# Subdivisions de l'Ukraine
L'Ukraine comprend vingt-quatre régions administratives appelées oblasts, deux municipalités à statut particulier (misto, pluriel mista) et une république autonome (avtonomna respublika), 

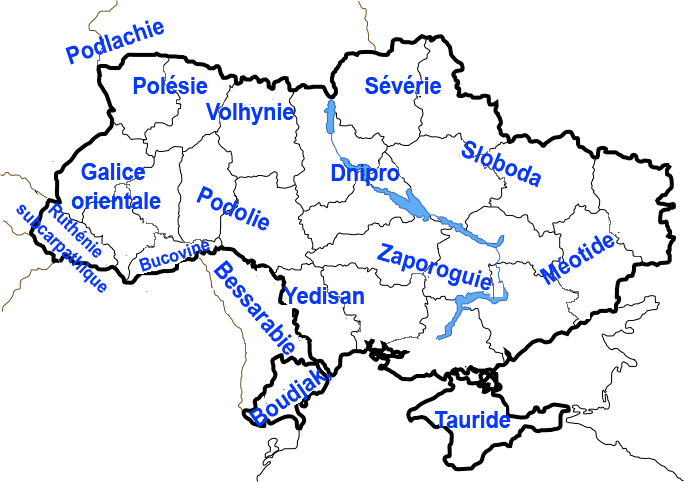
Régions historiques de l'actuelle Ukraine.

Il existe aussi quatorze régions historiques, dont la plupart ne correspond pas à une subdivision administrative.

## Historique
Les subdivisions de l'Ukraine sont directement dérivées du découpage en vigueur au temps de l'Union soviétique. Il a été simplifié en réduisant le nombre d'entités administratives en juillet 2020.

## Structure

### Oblasts
La plupart des oblasts (terme soviétique équivalent à « région ») sont nommées d'après leur chef-lieu, officiellement appelé « centre régional » (en ukrainien обласний центр, oblasny tsentr).
La ville de Kiev est indépendante de l'oblast de Kiev qui l'entoure, mais en est néanmoins le chef-lieu.

### Raïon
Chaque oblast est subdivisée en raïons (terme soviétique équivalent à « arrondissement ») ; c'est aussi le cas de la capitale Kiev.
Jusqu'en juillet 2020, l'Ukraine comptait 490 raïons répartis entre les 24 oblasts et la Crimée. Leur nombre par oblast variait entre 11 et 20. La superficie moyenne des raïons ukrainiens était de 1 200 km2. Leur population moyenne était de 52 000 habitants.
À la suite d'un regroupement par deux, trois ou quatre, effectif le 17 juillet 2020, l'Ukraine compte désormais 136 raïons. 

### Communauté territoriale
La communauté territoriale (Територіальна громада) est, depuis 2020, le troisième échelon de collectivités territoriales.

### Commune
La commune (громада, gromada « regroupement ») est le plus petit niveau d'organisation administrative. Jusqu'en 2020, elle était le troisième échelon de collectivités territoriales. Entre 2015 et 2020, les communes ont été intégrées dans les communautés territoriales.
Les communes sont réparties en trois catégories : les villes, les communes urbaines, et les communes rurales.

## Les deux municipalités à statuts particuliers
- Kiev

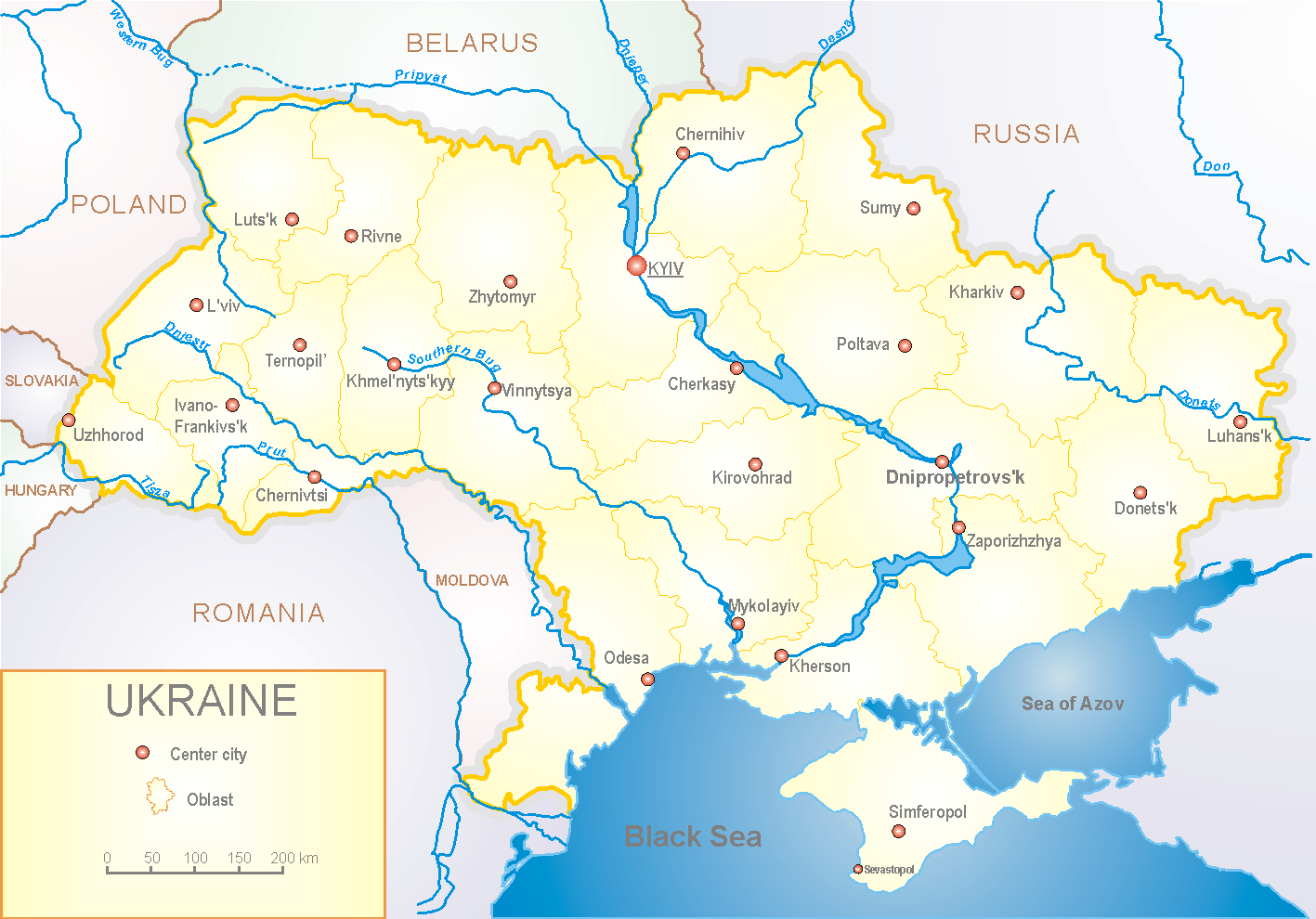
L'Ukraine administrative

- Sébastopol, sous contrôle russe depuis mars 2014.

## La république autonome de Crimée
- République autonome de Crimée, gouvernement en exil ; territoire sous contrôle russe depuis mars 2014.

## Régions historiques

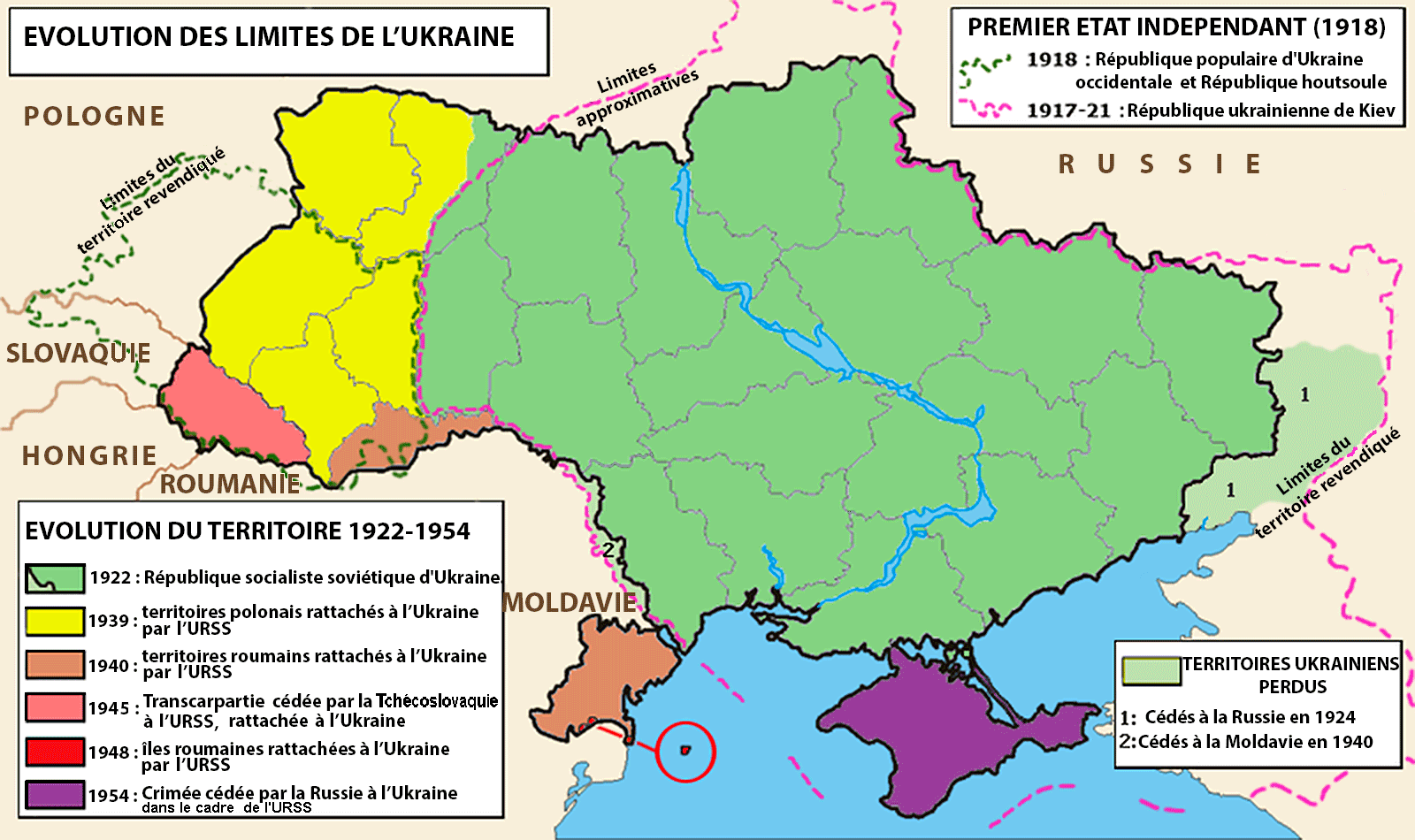
La formation territoriale de l'Ukraine moderne.

Suivant l'usage acquis pendant la longue période soviétique, la géographie ukrainienne moderne n'utilise guère les noms historiques des régions traditionnelles de Polésie, Volhynie, Galicie orientale, Ruthénie subcarpatique, Bucovine, Boudjak, Podolie, Edisan, Zaporogue, Slobodie, Tauride et Méotide qu'elle considère comme des exonymes obsolètes : pour la Méotide, elle a adopté les expressions géographiques physiques « région du nord d'Azov » (Північне Приазов'я) ou Donbass (« bassin du Don »). Depuis son indépendance, l'Ukraine a cependant « historicisé » les oblast soviétiques héritées de la République socialiste soviétique d'Ukraine, en leur attribuant des drapeaux et des armoiries.
La géographie ukrainienne moderne définit quatre grandes unités :
- une région centrale située de part et d'autre du fleuve Dniepr et dans laquelle se trouve la capitale Kiev, elle-même subdivisée par le fleuve :
  - la rive droite qui regroupe la Polésie, la Volhynie (dite aussi Lodomérie d'après sa première capitale Ladomir) et la Podolie ;
  - la rive gauche, ancien hetmanat des cosaques du Dniepr qui durant un siècle bénéficia d'une large autonomie au sein de l'Empire russe ;
- l'Ukraine orientale qui regroupe l'Ukraine slobodienne autour de la ville de Kharkiv (slobodienne signifie « franche » : ses habitants étaient temporairement exonérés d'impôts soit slobody) et, au sud, le bassin de la rivière Donets, et la région du Donbass soit « bassin du Don » (ancienne Méotide) ;
- l'Ukraine méridionale qui correspond à la steppe pontique qui borde la Mer Noire, prise par les Cosaques à la fin du XVIIIe siècle aux Tatars et aux Ottomans. Pour les Russes, c'est la « Nouvelle-Russie ». Elle comprend dans sa partie centrale la Zaporogue (pays des Cosaques vivant au sud/en aval des rapides du Dniepr sur la rive gauche de celui-ci), la Tauride incluant la Crimée, le Yedisan et, à l'ouest, le Boudjak, correspondant au sud de la Moldavie médiévale, en Bessarabie ; certains exégètes ukrainiens y incluent en outre le bassin du Kouban situé en Russie mais jadis conquis par les cosaques du Kouban, en grande partie ukrainiens ;
- l'Ukraine occidentale comprend plusieurs sous-régions : la Ruthénie subcarpatique, dite aussi Carpato-Russynie et la Transcarpatie (correspondant à la République Houtsoule de 1918); la Galicie orientale dont la ville principale est Lviv est le berceau historique médiéval de l'Ukraine (la partie occidentale est polonaise) ; la Bucovine, au nord de la Moldavie médiévale ; la Podolie (sur le « plateau scythique et le bassin du Boug méridional. Certains exégètes ukrainiens y incluent en outre la Podlachie et le pays de Cholm qui font aujourd'hui partie de la Pologne et sont habitées par des polonais.

Les contours de certaines des régions historiques, comme la Ruthénie subcarpathique ou la république autonome de Crimée, correspondent à un oblast actuel, subdivision administrative de premier niveau de l'Ukraine contemporaine. D'autres régions historiques, comme la Volhynie ou la Galicie — jadis polono-lituaniennes —, la Bucovine — autrefois moldave — ou la Méotide — auparavant tatare criméenne — sont désormais partagées entre l'Ukraine et un pays voisin. D'autres sont intégralement ukrainiennes, mais partagées entre plusieurs oblast comme la Podolie — jadis polono-lituanienne — ou regroupées avec d'autres au sein d'un même oblast comme le Boudjak et le Yedisan — autrefois turcs — dans l'oblast d'Odessa.

### Régions de la République socialiste soviétique ukrainienne
En 1918, la République populaire ukrainienne adopte 30, puis 32 zemli (uk) (« terres, pays »). La République socialiste soviétique d'Ukraine, qui lui succéda lors de la formation de l'Union soviétique, fut divisée en 1925 en 40 okrougi (« provinces ») et 706 raïony (« arrondissements »). En 1924, une partie des anciens « gouvernements » de Podolie et de Kherson en fut détachée pour créer une république autonome moldave au sein de l'Ukraine. En 1940, la moitié est de cette République autonome revint aux okrougi voisins tandis que la moitié ouest forma, avec une partie de la Bessarabie jusque-là roumaine, la nouvelle République socialiste soviétique moldave. Les divisions de la RSS d'Ukraine (uk) varièrent ensuite plusieurs fois jusqu'à la dislocation de l'Union soviétique.

### Régions traditionnelles
L'Ukraine compte treize régions historiques dont trois (Ruthénie subcarpathique, Boukovyne et Crimée) correspondent peu ou prou à des divisions actuelles, tandis que les autres n'ont pas d'existence légale. La Volhynie et la Galicie (polono-lituaniennes du XIVe siècle au XVIIIe siècle, ensuite respectivement russe et autrichienne jusqu'en 1918 puis polonaises jusqu'en 1939), la Boukovyne (moldave du XIVe siècle au XVIIIe siècle, autrichienne jusqu'en 1918 et roumaine jusqu'en 1940), la Sévérie (nord du pays), l'Ukraine slobodienne ou « Ukraine franche » (à cheval sur la frontière russe) et la Méotide (tatare criméenne du XIIIe siècle au XVIIIe siècle, ensuite russe), sont partagées avec des pays voisins. D'autres sont intégralement ukrainiennes : ce sont la Ruthénie subcarpathique (hongroise jusqu'en 1918, tchécoslovaque jusqu'en 1945), la Podolie (polono-lituanienne du XIVe siècle au XVIIIe siècle, russe ensuite), le Boudjak et le Yedisan (turques du XVe siècle au XVIIIe siècle, russes ensuite), la Tauride et la Crimée (tatares depuis le XIIIe siècle, sous suzeraineté ottomane du XVe siècle au XVIIIe siècle, russes ensuite). La plus vaste des régions historiques est la Zaporoguie, dont le nom évoque les rapides du Dniepr.
Parmi ces régions historiques, cinq ont pour la genèse et le développement de l'identité ukrainienne une importance particulière : d'une part, à l'ouest, la Galicie-Podolie-Polésie-Volhynie correspondant à l'ancienne principauté médiévale de Halytch du XIIIe siècle (dont les Habsbourg firent au XVIIIe siècle le royaume de Galicie et de Lodomérie et dont l'Ukraine moderne a repris les couleurs or-azur et les symboles) et d'autre part, au centre-est du pays, la Zaporogue en tant que pays des cosaques ukrainiens du même nom, quasi-indépendants du début du XVIIe siècle à la fin du XVIIIe siècle.
D'autres régions sont parfois mentionnées, selon les auteurs :
- d'une part le nord (inclus dans l'oblast de Tchernivtsi) et le sud (Boudjak) de la Bessarabie (au sens du gouvernement russe de 1812, car avant 1812, Bessarabie était le nom du seul actuel Boudjak), ainsi que la région jadis roumaine de Hertsa (donnée à l'Ukraine par l'URSS en 1940 par le pacte Hitler-Staline, mais qui ne faisait partie ni de la Bucovine, ni de la Bessarabie : les auteurs notamment roumains utilisent encore ces dénominations) ;
- d'autre part, les « abords de la Mer Noire » (Pritchornomoria) (uk) et le « bassin du Don » (Donbass), dénominations de géographie physique que les Soviétiques ont substituées aux dénominations historiques du Yedisan, de la Tauride et de la Méotide, jugées par eux « étrangères, savantes et démodées ».